# Lucía Méndez
Lucía Leticia Méndez Pérez  (León, Mexikó, 1955. január 26. –) mexikói színésznő, énekesnő és üzletasszony.

## Diszkográfia
- 2013: Lo Esencial De Lucía Méndez 40 Aniversario
- 2010: Canta un homenaje a Juan Gabriel
- 2009: Mis grandes éxitos: Otra vez enamorada... con un nuevo amanecer
- 2007: Las número 1
- 2006: Canciones de amor
- 2004: Vive
- 2003: Ellas cantan a si
- 2001: 100 Años de música
- 1999: Dulce romance
- 1999: Exitos musicales
- 1998: Todo o nada
- 1997: A Petición del Público
- 1996: Colección original
- 1994: Personalidad Lucía Méndez 20 éxitos
- 1994: Señora Tentación
- 1993: Mis 30 mejores canciones
- 1993: Se Prohibe
- 1992: Marielena
- 1991: Bésame
- 1990: Amor de nadie
- 1989: Luna morena
- 1988: Mis íntimas razones
- 1987: Acapulco, Acapulco
- 1986: Lo mejor de Lucía Méndez
- 1986: Castígame
- 1985: Te quiero
- 1984: Solo una mujer
- 1983: Enamorada
- 1983: Los Grandes Exitos de Lucía Méndez
- 1982: Cerca de ti
- 1981: Lo mejor de Lucía Méndez
- 1980: Regálame esta noche...Colorina
- 1979: Viviana
- 1978: Se feliz
- 1977: Tema "No te buscaré"
- 1977: La sonrisa del año
- 1977: Presentimiento
- 1976: Frente a frente
- 1975: Siempre estoy pensando en tí

## Filmográfia
- 2011: Esperanza del corazón ... Lucrecia Dávila viuda de Duprís
- 2010: Llena de amor  .... Eva Pavon viuda de Ruiz y de Teresa
- 2009: Mi pecado (Az én bűnöm)  ... Inés Valdivia de Roura
- 2007: Amor sin maquillaje ... Lupita
- 2000: Golpe bajo  .... Silvana Bernal
- 1998: Tres veces Sofía  .... Sofía Gutiérrez de Briseño
- 1994: Señora Tentación  .... Rosa Moreno
- 1992: Marielena  .... Marielena
- 1990: Amor de nadie  .... Sofía
- 1988: El extraño retorno de Diana Salazar  .... Diana Salazar/Doña Leonor de Santiago
- 1985: Tú o nadie  .... Raquel Samaniego
- 1982: Vanessa ... Vanessa Reyes de Saint-Germain
- 1980: Colorina ... Colorina/Fernanda
- 1978: Viviana  .... Viviana Lozano
- 1976: Mundos opuestos  .... Cecilia
- 1975: Paloma ... Rosa
- 1974: La Tierra ... Olivia
- 1973: La Maestra Méndez
- 1973: Cartas sin destino
- 1972: Muchacha italiana viene a casarse